# Zleć
Zleć is een plaats in de gemeente Sveti Križ Začretje in de Kroatische provincie Krapina-Zagorje. De plaats telt 170 inwoners (2001).